# Виндин Остров
Виндин Остров (рос. Вындин Остров) — присілок у Волховському районі Ленінградської області Російської Федерації.
Населення становить 1153 особи. Належить до муніципального утворення Виндіноостровське сільське поселення.

## Історія
Згідно із законом № 56-оз від 6 вересня 2004 року належить до муніципального утворення Виндіноостровське сільське поселення.

## Населення
| 2007 | 2010  | 2017  |
| ---- | ----- | ----- |
| 1187 | ↘1147 | ↗1153 |